# The Bell Curve
The Bell Curve: Intelligence and Class Structure in American Life är en bok av Richard J. Herrnstein och Charles Murray, som gavs ut 1994. Boken behandlar bland annat ämnet ras och intelligens samt syftar till att utforska den roll som intelligens kan ha i förståelsen av sociala förhållanden i USA. Boken skapade stor kontrovers när den kom, bland annat på grund av att många av bokens källor var förespråkare för rashygien, vars forskning blivit finansierad av vit makt-stiftelsen Pioneer Fund.
I boken argumenterar författarna för att den mänskliga intelligensen påverkas betydligt av både biologiskt arv och miljöfaktorer (med tyngdvikten på biologiskt arv), och att intelligens är en bättre prediktor för personliga utfall i livet, såsom inkomst, jobbprestation, utomäktenskapliga födslar och brottslighet, än föräldrarnas socioekonomiska status och uppväxtförhållanden. De hävdar också att de med hög intelligens, som de kallar för den "kognitiva eliten", blir allt mer separerade (de gifter och skaffar barn sig inom gruppen) från de med genomsnittlig och under genomsnittlig intelligens, och att denna separation är en källa till social uppdelning inom USA.
Boken var och är fortfarande högst politiskt och vetenskapligt kontroversiell, särskilt när författarna diskuterade påstådda samband mellan ras och intelligens och föreslog politiska förändringar av samhället baserat på dessa påstådda samband. Kort efter dess publicering uppstod en polariserad debatt. Många kritiserade boken medan andra försvarade den. Bland annat genomfördes uppropet Mainstream Science on Intelligence bakom flera finansierade av vit makt stiftelsen Pioneer Fund stod. Ett antal kritiska texter har författats liksom böcker. Många av de kritiska synpunkterna sammanfattades i boken The Bell Curve Debate.

## Debatt
Boken gör anspråk på att dokumentera och förklara väsentliga skillnader i intelligens mellan individer och grupper i olika "rasgrupperingar" i Amerika. Boken anses vara kontroversiell och anses inte som forskning.
John C. Culbertson, University of Kansas skrev:
| ”                                       | ..hela boken ägnas inte åt etnicitet och intelligens. Senare halvan av boken behandlar detta ämne, men första halvan beskriver en framväxande intellektuell elit bland vita amerikaner, och hur detta bidragit till uppdelningen i grupper med olika intellektuell förmåga. | „ |
| – http://olam.ed.asu.edu/epaa/v3n2.html | |   |

Frank Miele, som intervjuade Murray 1995 i samband med en recension av boken i tidskriften Skeptic, skrev:
| ”                                        | Men den mest explosiva frågan bland argumenten i 'The Bell Curve' är att en del av skillnaden i medelvärden för IQ mellan den vita Europeiska befolkningen i USA och den afrikansk-amerikanska befolkningen (standardavvikelse om 15 poäng) förmodligen kan hänföras till genetiska faktorer. Ingen i forskningsområdet förnekar detta. Diskussionen rör varför skillnaden finns där och, förstås, om och i så fall hur den kan minskas. | „ |
| – http://www.skeptic.com/archives24.html | |   |

I samma tradition som Harvard-forskaren Arthur Jensen androg Murray och hans medförfattare långa rader av statistiska data vilka visar samband mellan ras och resultat i olika IQ och anlagstest. På grundval av detta drar författarna slutsatsen att intelligens till mellan 40 procent och 80 procent är en ärvd egenskap och starkt kopplat till ras.
Dr. Herrnstein avled innan boken publicerades, varför Charles Murray lämnades att själv försvara boken mot kritiken. När boken kom ut avfärdade en del kritiker författarna som nazister medan andra hävdade att deras forskning var felaktig. Ett offentligt uttalande underskrivet av 52 välkända forskare (Mainstream Science on Intelligence) publicerades i The Wall Street Journal den 3 december 1994, till försvar för en del av slutsatserna i boken.
Stephen Jay Gould gav en detaljerad vetenskaplig kritik av resultaten i The Bell Curve i den reviderade utgåvan av sin bok The Mismeasurement of Man (1996), där han framlägger kritik punkt för punkt av dess slutsatser. Murray genmälde att Gould feltolkat hans slutsatser - till exempel, hävdar han, påstår Gould att Murray fokuserar begreppet intelligens på en enda faktor, medan Murray hävdar att han inte anser att det finns någon sådan enda faktor. Annan kritik, som ännu inte bemötts av Charles Murray eller dennes supporters, framlades av James Heckman 1995 och hävdar att det finns allvarliga fel i de statistiska metoder som använts i boken.

### Jared Diamond
En annan populär bok skriven åtminstone delvis som ett genmäle till påståenden i The Bell Curve är den Pulitzerpris-belönade Guns, Germs and Steel (på svenska Vete, vapen och virus) av Jared Diamond. Diamond menar att skillnaderna i den nivå av teknologi som framställts av olika raser (historiskt sett) är resultat av faktorer som terräng eller tillgängligheten av naturresurser, inte skillnader i intelligens.
Stöd för Diamonds mening finns:
| ”                                                                                     | Afrikas eftersläpning mitt ibland oerhört rika naturtillgångar är ett uppseendeväckande exempel på det faktum att materiell framgång beror på personliga egenskaper, sociala ramar och institutioner, och politiska arrangemang som underlättar ansträngning och prestation, inte bara fysiska förutsättningar. | „ |
| – P. T. Bauer, 1981, Equality, the Third World and Economic Delusion, London, Melthen | |   |

Till sist är ändå enligt Diamond den viktigaste faktorn för teknisk landvinning ett geografiskt läge som underlättar utbyta av tekniskt kunnande med många och avlägsna kulturer. Enligt Diamond är också de regioner i Afrika som förblivit mest primitiva de som är mest geografiskt isolerade.

### Självförstärkning
En nyutkommen uppsats i Psychological Review, "Heritability Estimates Versus Large Environmental Effects: The IQ Paradox Resolved" framlägger en mekanism som genom vilken omgivningens påverkan på IQ skulle ökas genom självförstärkning. Detta skulle kunna överbrygga motsägelserna mellan den ståndpunkt som vidhålls i The Bell Curve och dess anhängare å ena sidan, och de i försök upprepade iakttagelserna av utveckling under gynnsamma förhållanden å andra sidan.